# Mamma per forza
Mamma per forza (An unexpected family) è un film per la televisione diretto da Larry Elikann – il regista dei film Guerra dei colori, 1985, ed Emergenza nucleare, 1988 – e interpretato da Stockard Channing, Christine Ebersole e Noah Fleiss.
Uscito negli USA nel 1996 sulla rete internazionale Universal Television. Canale 5 lo ha trasmesso in anteprima televisiva in due parti i pomeriggi del 26 e del 27 settembre 2000 e in replica il 21 settembre 2001 e il 10 giugno 2009.
Nel 1997 l'attrice Stockard Channing fu nella rosa dei candidati dello Screen Actors Guild Award per la migliore attrice in una miniserie o film per la televisione.